# Shandong Heavy Industry
Shandong Heavy Industry ist ein 1946 gegründeter chinesischer Hersteller von Nutzfahrzeugen und Baumaschinen in Staatsbesitz. Zur Shandong Heavy Industry Gruppe gehören die Gesellschaften Weichai Power, Weichai Heavy Machinery, Yaxing Motor Coach und Shantui Construction Machinery, der größte Planierraupen-Hersteller der Welt sowie der italienische Yachthersteller Ferretti.

## Geschichte
Das Unternehmen wurde 1946 als Weichai Holding Group Co gegründet und am 18. Juni 2009 umfirmiert in Shandong Heavy Industry Group Co., Ltd.
Anfang 2012 wurde der italienische Yachthersteller Ferretti übernommen.
Zum 1. Januar 2013 übernahm Weichai 70 % der Anteile der Linde Hydraulics von der Linde Material Handling. 30 % der Anteile an der Hydraulik-Tochter hält weiterhin die Kion Group, an der  Weichai mit 38,3 % beteiligt ist.
Stand 2018 hält Weichai 90 % der Linde Hydraulics und 10 % die KION Group, wobei Weichai 45 % der KION Group hält.
Im Oktober 2019 übernahm Shandong Heavy Industry als Mehrheitsaktionär der Sinotruk Group einen Anteil von 45 %.